# Молпадия
Молпадия (др.-греч. Μολπαδία) — персонаж древнегреческой мифологии. Дочь Стафила и Хрисофемиды. Вместе с сестрой хранила отцовское вино, но его испортили свиньи. Опасаясь гнева отца, они бросились со скал. Аполлон спас их, Молпадия прибыла в Кастаб и получила прозвище Гемифея, её стали почитать все жители Херсонеса Карийского. В другом рассказе она как Гемифея рождает от Лирка сына Басила.
Другая героиня по имени Молпадия — амазонка.